# Meloe bellus
Meloe bellus là một loài bọ cánh cứng trong họ Meloidae. Loài này được Jakovlev miêu tả khoa học năm 1897.